# Autorail Dunlop-Fouga

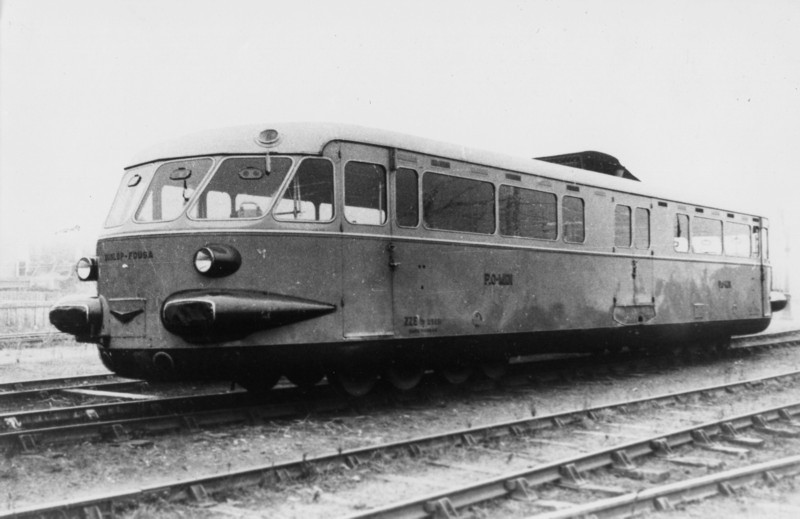
Autorail Dunlop-Fouga

L’Autorail Dunlop-Fouga est élaboré par Dunlop et les Établissements Fouga et Cie en 1935. Il est livré à la Compagnie du chemin de fer de Paris à Orléans et du Midi (PO-Midi) en 1935 puis immatriculé à la Société nationale des chemins de fer français (SNCF). Il disparait durant la Seconde Guerre mondiale.

## Histoire
L'autorail est commandé par la Compagnie des Chemins de fer du Midi le 11 septembre 1933. Il est livré en 1935 au PO-Midi et immatriculé ZZ Ety 23651. Il est ensuite essayé entre Paris et Montluçon le 26 mars 1935, puis affecté au centre-autorail de cette ville dans laquelle se trouvent les usines Dunlop. Il circule ensuite sur la ligne de Montluçon à Châteauroux. Lors de la création de la SNCF au 1er janvier 1938, il prend l'immatriculation FO 1001 (FO pour Fouga). Durant la guerre de 1939-45 l'autorail est garé au dépôt de Montluçon puis disparait.

## Caractéristiques
L'autorail est constitué d'une caisse de 17 mètres de long posée sur deux bogies à quatre essieux chacun. L'accès se fait par plate-forme centrale. Les postes de conduite sont situés à chaque extrémité du véhicule. La capacité est de 49 voyageurs avec compartiment à bagages central. 
La vitesse maximale est de 95 km/h.
- La motorisation consiste en un moteur Maybach 6 cylindres en ligne de 150 ch, remplacé par la suite par un CLM de même puissance.
- Une boite de vitesses Winterthur à quatre rapports entraine les roues d'un seul bogie par deux ponts-moteurs à roue et vis sans fin. L'autre bogie est seulement porteur.
- Freins à tambours par commande oléopneumatique sur toutes les roues.
Les bogies sont constitués d'un cadre sur lequel sont fixés les quatre essieux. Les deux essieux extérieurs du bogie sont métalliques et les deux essieux centraux équipés de pneumatiques. Un seul bogie est moteur, l'autre est porteur. Le cadre de chaque bogie, en forme de parallélogramme, est déformable pour faciliter l'inscription dans les courbes.